# Styloptocuma concinna
Styloptocuma concinna är en kräftdjursart som beskrevs av Jones 1984. Styloptocuma concinna ingår i släktet Styloptocuma och familjen Nannastacidae.
Artens utbredningsområde är Biscayabukten. Inga underarter finns listade i Catalogue of Life.